# Gelbschwanz-Feilenfisch
Der Gelbschwanz-Feilenfisch (Cantherhines dumerilii), auch Grauer Feilenfisch genannt, lebt weit verbreitet im tropischen und subtropischen Indopazifik von der Ostküste Afrikas bis an die Westküste Amerikas von Mexiko bis Kolumbien. Nördlich findet man ihn noch an der Küste Japans und Hawaiis, südlich an der Algoa-Bucht in Südafrika, bei Rapa Iti, Ducie und der Lord-Howe-Insel. Besonders häufig tritt er um ozeanische Inseln herum auf. 

## Lebensweise
Die Fische halten sich einzeln oder paarweise in Außenriffen in Tiefen von einem bis 35 Metern auf. Sie sind scheu und flüchten bei Störungen in Höhlen und Spalten.
Jungfische leben pelagisch und halten sich oft unter treibenden Objekten auf.
Gelbschwanz-Feilenfische ernähren sich von den Polypen ästiger Steinkorallen, von Schwämmen, Moostierchen, Seeigeln, Weichtieren und Algen.

## Merkmale
Gelbschwanz-Feilenfische werden bis zu 38 Zentimetern lang und haben einen grauen bis gelbbraunen, hochrückigen Körper. Auf der Hinterhälfte erkennt man zwölf schwache dunklere Querstreifen. Die Lippen sind weiß, um die Augen zeigt sich ein gelber Ring. Rücken-, After- und Brustflossen sind hellgelb, die Schwanzflosse ist kräftig gelb bis orange mit dunklen Flossenstrahlen. Männchen haben auf der Schwanzwurzel ein Feld borstiger oranger Auswüchse; der Ring um die Augen und die Schwanzflosse sind kräftiger gefärbt. 
Jungfische sind graubraun, Kopf und Körper sind von runden weißen Flecken bedeckt.
Flossenformel: Dorsale II/34–39, Anale 28–35